# Honoráta z Pavie
Svatá Honoráta z Pavie byla Bohu zasvěcená panna, žijící ve 5. století.
Byla to sestra svatého biskupa Epifania a svaté Liberáty. V Pavii se zasvětila Bohu a žila ve společenství se svou sestrou Liberátou a se svatou Luminosou a Speciosou.
Jednoho dne byla zajata germánských králem Odoakerem a poté vykoupena svým bratrem.
Zemřela v Pavii asi roku 500.
Její svátek se slaví 11. ledna.
V Martyrologiu Romanum je psáno;
| „ | V Pavii, svatá Honoráta, panna zasvěcená Bohu, sestra svatého biskupa Epifania. | “ |